# Габиано
Габиа̀но (на италиански: Gabiano; на пиемонтски: Gabian, Габиан) е село и община в Северна Италия, провинция Алесандрия, регион Пиемонт. Разположено е на 300 m надморска височина. Населението на общината е 1250 души (към 2010 г.).